# تيبيريوس سامبرونيوس غراكوس الثاني
 تيبيريوس سامبرونيوس غراكوس  (باللاتينية: Tiberius Sempronius Gracchus) (المتوفي في عام 212 ق.م) وهو سياسي وقنصل روماني، شارك في الحرب البونيقية الثانية.
ورد ذكره للمرة الأولى عام 216 ق.م، كقائد للفرسان مع الديكتاتور ماركوس جونيوس بيرا الذي انتخب بعد الهزيمة الكارثية في كاناي. انتخب قنصلاً في عام 216 ق.م، بناء على توصية من الدكتاتور المنتهية فترته. بعد أن قُتل زميله المنتخب لوسيوس بوستوميوس ألبينوس في كمين غالّي، انتخب فابيوس ماكسيموس قنصلاً لقضاء بقية العام. في تلك السنة، قرر فابيوس ومجلس الشيوخ تجنيد العبيد المتطوعين في الجيوش الرومانية، على أن يخدموا في فيالق منفصلة لكسب حريتهم. عين غراكوس قائداً لأحد جيوش العبيد، وسرعان ما أصبح معروفاً بقدرته على قيادتهم وكسب ثقتهم وولائهم. وفي عام 214 ق.م، عُين حاكم إقليم ليواصل قيامه بدور قيادي في قيادة قوات العبيد في وسط وجنوب إيطاليا.
في عام 213 ق.م، أُعيد انتخابه قنصلاً. وفي عام 212 ق.م، تحرك هو وجنوده من معسكرهم الشتوي بناء على أوامر القناصل المنتخبة حديثاً، إلا أنه تعرض هو ومجموعة صغيرة من رجاله لكمين وقتلوا. وقد ذكر تيتوس ليفيوس، أن حنبعل عامل القتلى باحترام وأعاد رفاتهم إلى روما.